# Wolfgang Puschmann (Zoologe)
Wolfgang Puschmann (* 15. September 1933 in Meerane; † 19. August 2008 in Leipzig) war ein deutscher Zoologe und Zoodirektor.

## Leben
Wolfgang Puschmann wurde am 15. September als Sohn einer Pfarrerfamilie in Meerane in Sachsen geboren. Seine Kindheit verbrachte er in Zwickau, wo er auch zur Schule ging und 1952 das Abitur ablegte. Das Studium der Biologie begann Puschmann 1952 an der Ernst-Moritz-Arndt-Universität Greifswald. 1953 wechselte er an die Universität Leipzig, wo er sein Studium 1957 mit dem Diplom abschloss. Während seiner Studienzeit hatte Puschmann bereits Verbindungen zum Zoo Leipzig und dessen Direktor Ludwig Zukowsky sowie dem damaligen Assistenten Lothar Dittrich geknüpft. So konnte Puschmann 1958 als wissenschaftlicher Assistent in den Zoo Leipzig eintreten, auch wenn er sich anfangs mit der Umwidmung der Planstelle einer Toilettenfrau begnügen musste. Ab 1961 bekleidete er die Position des Kurators für Säugetiere. 1963 wurde er schließlich Direktorialassistent im Leipziger Zoo. Zum 1. April 1979 wechselte Puschmann als Direktor an den Zoologischen Garten Magdeburg. Über die politische Wende hinaus behielt er dieses Amt bis zum Eintritt in den Altersruhestand am 30. September 1998 inne. Aus familiären Gründen zog es ihn wieder zurück nach Leipzig, wo er nach langen, schweren Krankheiten am 19. August 2008 starb.

## Wirken
Bereits während seines Biologie-Studiums soll sich Puschmann als Gastdozent der Lehrtätigkeit an der Fachschule für Medizinische Präparatoren in Leipzig gewidmet haben. Im Zoo Leipzig erwarb er sich vor allem durch den Aufbau der international beachteten Zucht von Amurtigern Anerkennung. Der begehrte Leipziger Tigernachwuchs verließ die Messestadt häufig im Tausch gegen andere kostbare Seltenheiten. In Magdeburg übernahm Puschmann einen sanierungsbedürftigen Tiergarten mit großen Plänen, der damals außer einem modernen Dickhäuterhaus zum größten Teil aus Provisorien bestand. Obwohl die Lage gerade am Anfang aussichtslos schien, gelang Puschmann in den folgenden 19 Dienstjahren die schrittweise Realisierung zahlreicher Gehegebauten nach modernen Gesichtspunkten, einhergehend mit der Neuanschaffung zahlreicher attraktiver und seltener Zootierarten. Krönung dieser Entwicklung war die Errichtung eines viel beachteten Giraffenhauses im Rahmen einer Fernsehshow in Rekordzeit. Seinem langjährigen Stellvertreter und Nachfolger im Direktorat Michael Schröpel hinterließ er bei der Amtsübergabe ein im Bau befindliches Menschenaffenhaus.
Große Verdienste erwarb sich Puschmann als Autor des Säugetierbandes für das Lehrwerk für Zootierpfleger in der DDR. Nach mehreren Überarbeitungen ist dieses Buch inzwischen zu einem kompakten Nachschlagewerk für alle tiergärtnerisch Interessierten geworden. An der Überarbeitung für die fünfte Auflage wirkte Puschmann bis zu seinem Tode.
Von 1991 bis 1995 war Puschmann Vizepräsident des Verbandes Deutscher Zoodirektoren, von 1995 bis 1997 dessen Präsident.

## Werke
- Lehrmaterialien für die Lehrlingsausbildung und Erwachsenenqualifikation der Zootierpfleger (Tierpfleger Zoologischer Gärten und Tierparks). Säugetiere.
- Wildtiere in Menschenhand. Band 2: Säugetiere. (ab 1975 in mehreren Auflagen unter veränderten Titeln des mehrbändigen Gesamtwerks; Auszüge ins Finnische übersetzt)
- (gemeinsam mit Günther Pilz): Tiere um uns. (in mehreren Auflagen)
- (als Herausgeber): Zootiere. Leipzig 1989, ISBN 3-323-00280-6 (Lexikon im Bibliographischen Institut Leipzig)